# Simoné Kruger
Simoné Kruger (née le 14 janvier 2005) est une athlète paralympique sud-africaine qui participe aux épreuves de lancer du disque et de lancer du poids lors de compétitions internationales de para-athlétisme en catégorie T37. Elle devient championne paralympique lors des Jeux paralympiques d'été de 2024 de Paris en remportant l'épreuve de lancer du disque.

## Biographie
Simoné Kruger est née avec une paralysie cérébrale qui lui provoque une infirmité motrice partielle. 

### Carrière
Simoné Kruger obtient la médaille d'argent au lancer du disque aux Championnats du monde handisports de 2019 à Dubaï.Âgée de seulement 16 ans, elle a déjà deux records du monde, un en lancer de poids et un en lancer du disque. Elle participe ensuite aux Jeux paralympiques d'été de 2020 où elle termine cinquième au lancer du disque,,. 
Aux championnats du monde handisports de 2023 à Paris au stade Charléty, elle remporte le lancer du disque en battant le record du monde de la catégorie F38 avec un lancer à 38,10 m. En mai 2024, lors des championnats du Monde, elle bat le record du monde de lancer du disque avec un lancer de 38,82 m.
Aux Jeux paralympiques d'été de 2024 de Paris, elle obtient la médaille d'or au lancer du disque en établissant un nouveau record paralympique à 38,70 m et devançant Li Yingli et Xiomara Saldrariaga Hermandez,.